# Tournette Sources du Fier
Pour les articles homonymes, voir TSF.
La Tournette Sources du Fier, dite TSF ou TSF Millet, est une course de ski-alpinisme qui existe depuis 2004. La dixième édition aura lieu les 9 et 10 février 2013.

## Historique
En 2004, les organisateurs de la Tournette et ceux des Sources du Fier décident d'organiser une course en commun,.

## Sponsors
- Millet est le sponsor officiel de la course[2].